# Matías Lequi
Matías Emanuel Lequi (ur. 13 maja 1981 w Rosario) – argentyński piłkarz występujący na pozycji środkowego obrońcy, m.in. w Atlético Madryt oraz Celcie Vigo.

## Kariera
Pierwsze piłkarskie kroki Lequi stawiał w drużynie Rosario Central. W klubie tym już jako 18-latek zadebiutował w argentyńskiej Primera División. Od 2001 do 2003 roku z jego usług korzystał z kolei bardziej utytułowany River Plate. Stoper zdobył z nim dwa tytuły mistrza Clausury (Turnieju zamknięcia) z rzędu (2002, 2003). Gwiazdami mistrzowskich drużyn z tamtych lat byli tacy zawodnicy jak: pomocnicy Ariel Ortega, Lucho González oraz Andrés D’Alessandro, napastnicy Fernando Cavenaghi i Maxi López, za to w linii obronnej błyszczał właśnie Lequi. Po dwóch latach udanych występów dla Millonarios, defensor zwrócił uwagę klubów europejskich.
Kolejnym klubem w jego karierze zostało hiszpańskie Atlético Madryt. W Los Colchoneros spędził tylko jeden sezon (2003/04). Młodziutki (na tle kolegów z bloku defensywnego, Sergiego, Garcíi Calvo, Santiego) obrońca był trzonem defensywy siódmego w tabeli klubu La Liga. Więcej spotkań w owym sezonie rozegrał od niego tylko Fernando Torres, najlepszy strzelec drużyny. Następny sezon spędził już jednak w S.S. Lazio. Epizod w Serie A nie był dlań zbyt udany, gdyż zaliczył zaledwie 6 występów ligowych, w których nie zdobył żadnej bramki. Drużyna z Wiecznego Miasta, która rok wcześniej ukończyła rozgrywki na szóstym miejscu, w sezonie 2004/05 uplasowała się cztery lokaty niżej. Stosunkowo szybko, bo już w fazie grupowej, pożegnała się też z Pucharem UEFA, uznając wyższość Middlesbrough oraz Villarrealu.
W lipcu 2005 roku Lequi zdecydował się na powrót do Hiszpanii. Tym razem został zawodnikiem beniaminka Primera División, Celty Vigo. W nowym miejscu rywalizował o miejsce na środku obrony z Pablo Contrerasem lub Sergio Fernándezem (później z Rumunem Gabrielem Tamașem). Klub z Estadio Balaídos uplasował się na szóstej pozycji w tabeli sezonu 2005/06 i stoper zyskał kolejną szansę występów w Pucharze UEFA. W rozgrywkach tych Celta wyeliminowała takie firmy jak Standard Liège, US Palermo, Eintracht Frankfurt oraz Spartak Moskwa i dotarła do 1/8 finału, lecz w lidze spisywała się fatalnie. Matías, podopieczny Fernando Vázqueza, którego na stanowisku trenera w trakcie sezonu zastąpił były legendarny piłkarz Christo Stoiczkow, w sezonie 2007/08 musieli występować na zapleczu pierwszej ligi. Władze klubu, które dopuściły do jego ruiny finansowej, zostały zmuszone do szukania oszczędności na każdym polu i masowej wyprzedaży zawodników. Po rozegraniu 55 spotkań w La Liga, 9 w europejskich pucharach oraz 26 w Segunda División, odszedł także obrońca z Argentyny.
Wprawdzie kontrakt z zadłużoną Celtą rozwiązał w sierpniu 2008 roku, lecz na podpisanie umowy z nowym pracodawcą czekał aż rok. Jego nowym klubem został grecki Iraklís Saloniki. Stamtąd trafił do UD Las Palmas, a następnie powrócił do ojczyzny - najpierw był zawodnikiem klubu, którego jest wychowaniem (Rosario Central), a następnie CA All Boys.